# Опоњице
Опоњице (слч. Oponice) насељено је мјесто са административним статусом сеоске општине (слч. obec) у округу Топољчани, у Њитранском крају, Словачка Република.

## Становништво
| Година:    | 1994. | 2004.    | 2014.   | 2024.   |
| ---------- | ----- | -------- | ------- | ------- |
| Број људи: | 832   | 917      | 830     | 834     |
| Разлика:   |       | +10,21 % | -9,48 % | +0,48 % |

| Година:    | 2023. | 2024.   |
| ---------- | ----- | ------- |
| Број људи: | 832   | 834     |
| Разлика:   |       | +0,24 % |

Према подацима о броју становника из 2011. године насеље је имало 869 становника.